# Splendrillia striata
Splendrillia striata é uma espécie de gastrópode do gênero Splendrillia, pertencente a família Drilliidae.